# 諏訪神社 (飯能市長沢)
諏訪神社（すわじんじゃ）は、埼玉県飯能市の神社。

## 歴史
創建年代は不明である。当初は別の場所にあり、現在地に移転したのが1668年（寛文8年）としていることから、その頃までには既に存在していたものと推測される。
1872年（明治5年）、近代社格制度に基づく「村社」に列せられ、1911年（明治44年）の神社合祀により周辺の3社が合祀された。
当社は山奥に位置していることから、狩猟が行われており、猟師たちは自分が狩った鹿の頭を奉納していた。現在も当社には鹿の頭骨や木彫りの鹿頭や絵馬が残されている。

## 文化財
- 阿寺の獅子舞（飯能市指定無形民俗文化財 平成20年3月28日指定）[2]

## 交通アクセス
- 圏央鶴ヶ島ICより車38分。